# Trirutheniumdodecacarbonyl
Trirutheniumdodecacarbonyl, kortweg rutheniumcarbonyl, is een toxische anorganische verbinding met ruthenium en heeft als brutoformule Ru3(CO)12. Het is een oranje vaste stof, die onoplosbaar is in water. De chemische eigenschappen ervan zijn uitgebreid onderzocht en de clusterstructuur is omgezet naar honderden derivaten.

## Synthese
Trirutheniumdodecacarbonyl wordt gesynthetiseerd door ruthenium(III)chloride, koolstofmonoxide en methanol te laten reageren onder hoge druk:
{\displaystyle {\ce {6RuCl3 + 33CO + 18CH3OH -> 2Ru3(CO)12 + 9CO(OCH3)2 + 18HCl}}}
Daarnaast worden er ook dimethylcarbonaat en waterstofchloride gevormd.